# Католички универзитет Фу Џен
Католички универзитет Фу Џен (輔仁大學) је приватни католички универзитет у округу Синџуанг (新莊區), град Нови Тајпеј, Тајван. Универзитет је основан 1925. године у Пекинг на захтев Папа Пије XI и поново основан на Тајвану 1961. године на захтев Папа Јован XXIII.
Фу Џен се састоји од дванаест факултета и школа, међу којима су и неколико академских јединица које су прве или једине у Тајвану у областима италијанског језика, управљања информацијама, музеологије, религијских студија и филозофије. Кампус опслужује станица Универзитета Фу Џен, прва метро станица на Тајвану која је добила назив по универзитету.